# Kilema Kati
Kilema Kati ist ein Verwaltungsbezirk (Ward) des Distrikts Moshi in der tansanischen Region Kilimandscharo.

## Geografie
Kilema Kati liegt im Nordosten von Tansania etwa 15 Kilometer Luftlinie nordöstlich der Regionshauptstadt Moshi am Südhang des Kilimandscharo. Das größte Gewässer ist der Fluss Wona, der die Grenze im Nordwesten bildet.
Der Bezirk grenzt im Norden an Kilema Kaskazini und Marangu Magharibi, im Osten an Marangu Mashariki, im Süden an Kilema Kusini, im Südwesten an Kirua Vunjo Mashariki und im Westen an Kirua Vunjo Magharibi. Bei der Volkszählung 2022 lebten 5019 Menschen in 1349 Haushalten auf einer Fläche von 5,7 Quadratkilometern.

## Gliederung
Der Bezirk besteht aus vier Gemeinden (Mtaa) mit zwölf Orten (Kitongoji):
| Rosho - Mrakana - Suwe - Makisheni | Kimaroroni - Makuruma - Saware - Kwetima - Kimaroroni | Mkyashi - Mkyashi Kaskazini - Mkyashi Kusini - Mkyashi Kati | Ngangu - Immi - Kyuu |

## Wirtschaft und Infrastruktur
- Bildung: Im Bezirk gibt es eine weiterführende Schule. Die Kisuluni Secondary School bildet Jugendliche bis zur 4. Stufe aus.[8]
- Gesundheit: In Kilema liegen ein privat betriebenes Distrikt-Krankenhaus[9] und eine öffentliche Apotheke.[10]

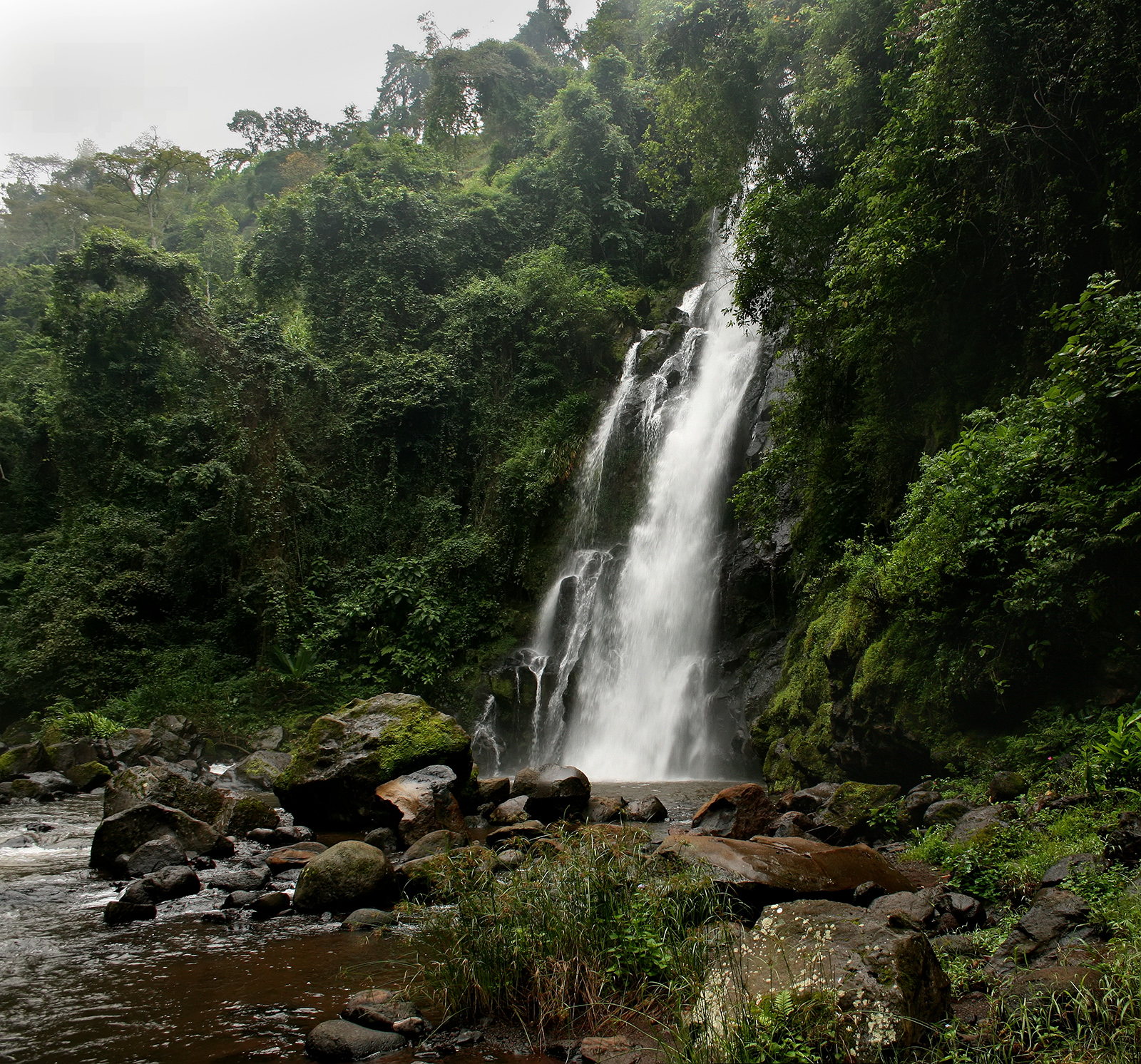
Marangu Falls

## Sehenswürdigkeiten
Am Fluss Wona gibt es die Wasserfälle Marangu Falls, Paradise Waterfall, Kilasya Waterfalls und Ndoro Waterfalls, zu denen Tagesausflüge von Moshi aus angeboten werden.